# Установа виконання покарань
Установи виконання покарань — це такі організації, які безпосередньо і виключно здійснюють виконання конкретних видів кримінальних покарань. 

## Різновиди
Установами виконання покарань є: 
- арештні доми;
- кримінально-виконавчі установи;
- спеціальні виховні установи (виховні колонії).

У межах, визначених законом, виконання кримінальних покарань також здійснюють Державна виконавча служба, військові частини, гауптвахти і дисциплінарний батальйон.   З наведеного визначення випливає, що оскільки виключною діяльністю виправних, виховних установ та арештних домів є виконання відповідних кримінальних покарань, то вони в повному обсязі належать до установ виконання покарань. Державна виконавча служба, військові частини, гауптвахти і дисциплінарні батальйони здійснюють різні функції та завдання, серед яких є виконання деяких видів кримінальних покарань. Тому ці органи не є установами виконання покарань.   До того ж органи та установи виконання покарань утворюються Департаментом; що стосується військових частин, гауптвахт і дисциплінарних батальйонів, то вони утворюються Міністерством оборони України.
Види установ виконання покарань та інших органах, які виконують деякі види кримінальних покарань:
- Арештні доми — це вид установ виконання покарань, у яких засуджені відбувають покарання у виді арешту.
- Кримінально-виконавчі установи — це вид установ виконання покарань, в яких засуджені відбувають покарання у виді позбавлення волі на певний строк.
- Виховні колонії виконують покарання у виді позбавлення волі на певний строк стосовно засуджених неповнолітніх.

Кримінально-виконавчі установи поділяються на кримінально-виконавчі установи відкритого типу (виправні центри) і кримінально-виконавчі установи закритого типу (виправні колонії).Виправні колонії поділяються на колонії мінімального, середнього та максимального рівнів безпеки.
Виправні колонії мінімального рівня безпеки поділяються на колонії мінімального рівня безпеки з полегшеними умовами тримання і колонії мінімального рівня безпеки із загальними умовами тримання.
Структура виправної колонії.   Очолює установу начальник, який має, як правило, чотирьох заступників:
   - з нагляду, безпеки, охорони та оперативної роботи — перший заступник;
   - із соціально-психологічної роботи зі спецконтингентом;
   - з працевикористання спецконтингенту та виробництва;
   - з інтендантського та комунально-побутового забезпечення.
   Кожному з заступників підпорядковані певні відділи та служби 
установи, за роботу яких вони несуть відповідальність. Безпосередньо відділами
та службами керують їх начальники.
   Заступнику начальника установи з нагляду, безпеки, охорони та
оперативної роботи підпорядковані:
   - відділ нагляду та безпеки; 
   - відділ охорони;
   - оперативний відділ (відділення, група); 
   - відділ (відділення, група) по контролю за виконанням судових
рішень;
   - медична частина;
   - пожежна частина;
   - служба чергових помічників начальника установи.
   Заступнику начальника установи із соціально-психологічної роботи
зі спецконтингентом підпорядковані:
   - соціальна служба (старші інспектори, інспектори, начальники
відділень соціально-психологічної служби, старші вихователі, вихователі);
   - психологічна служба.
   Заступнику начальника установи з
працевикористання спецконтингенту та виробництва підпорядковані всі
виробничі підрозділи та інженерні служби установи.Заступник начальника установи
з інтендантського та комунально-побутового забезпечення здійснює керівництво
усіма відповідними службами, які забезпечують нормальну життєдіяльність
установи. Безпосередньо начальнику установи підпорядковані:
   - канцелярія (секретаріат);
   - головний бухгалтер установи;
   - помічник начальника установи по роботі з особовим складом.